# Sedum acropetalum
Sedum acropetalum är en fetbladsväxtart som beskrevs av Harald Fröderström. 
Sedum acropetalum ingår i Fetknoppssläktet som ingår i familjen fetbladsväxter. Inga underarter finns listade i Catalogue of Life.